# Parti social-démocrate (Gabon)
Pour les articles homonymes, voir Parti social-démocrate.
Le Parti social-démocrate (PSD) est un petit parti politique gabonais fondé en 1990 et dirigé par Pierre-Claver Maganga Moussavou, ancien ministre de l'Enseignement technique. Sous cette étiquette, Moussavou est candidat aux élections présidentielles de 1993, 1998 et 2009 sans jamais atteindre la barre des 1 % des suffrages. Le PSD obtient en revanche 1 député lors des scrutins législatifs de 1996 et 2001, et deux députés en 2006.